# 卡尔塔武图罗
卡尔塔武图罗（義大利語：Caltavuturo），是意大利西西里大区巴勒莫广域市的一个市镇。总面积97平方公里，人口4270人，人口密度44.0人/平方公里（2009年）。ISTAT代码为082015。